# 炒年糕
炒年糕、炒白粿是一种流行于中国大陆、臺灣、韩国、泰国，将年糕与其他食材一起炒熟食用的美食。

## 做法
一般是把年糕切成片状、块状或条状，与鸡蛋、鸡肉、猪肉、牛肉、香肠、猪肠、鱼虾、螃蟹、鱿鱼、香菇、蔬菜等不同的食材，加入盐、酱油、辣酱、蜂蜜、白糖、红糖、醋、柠檬汁等不同的调味料一起炒熟，做成鹹、辣、甜、酸等不同的口味以供选择。

## 分类
按地区分有上海炒年糕、宁波炒年糕、臺灣炒年糕、韩国炒年糕、泰国炒年糕等，按食材分有南瓜炒年糕、白菜炒年糕、芥菜炒年糕、塔菜炒年糕、番茄炒年糕、红枣炒年糕、泡菜炒年糕、奶酪炒年糕、三丝炒年糕、鸡肉炒年糕、猪肉炒年糕、肥肠炒年糕、腊肉炒年糕、牛仔骨炒年糕、蛤蜊炒年糕、梭子蟹炒年糕、什锦炒年糕等，按口味分有香炒年糕、甜炒年糕、辣炒年糕、酸辣炒年糕、清新炒年糕等。

### 中式

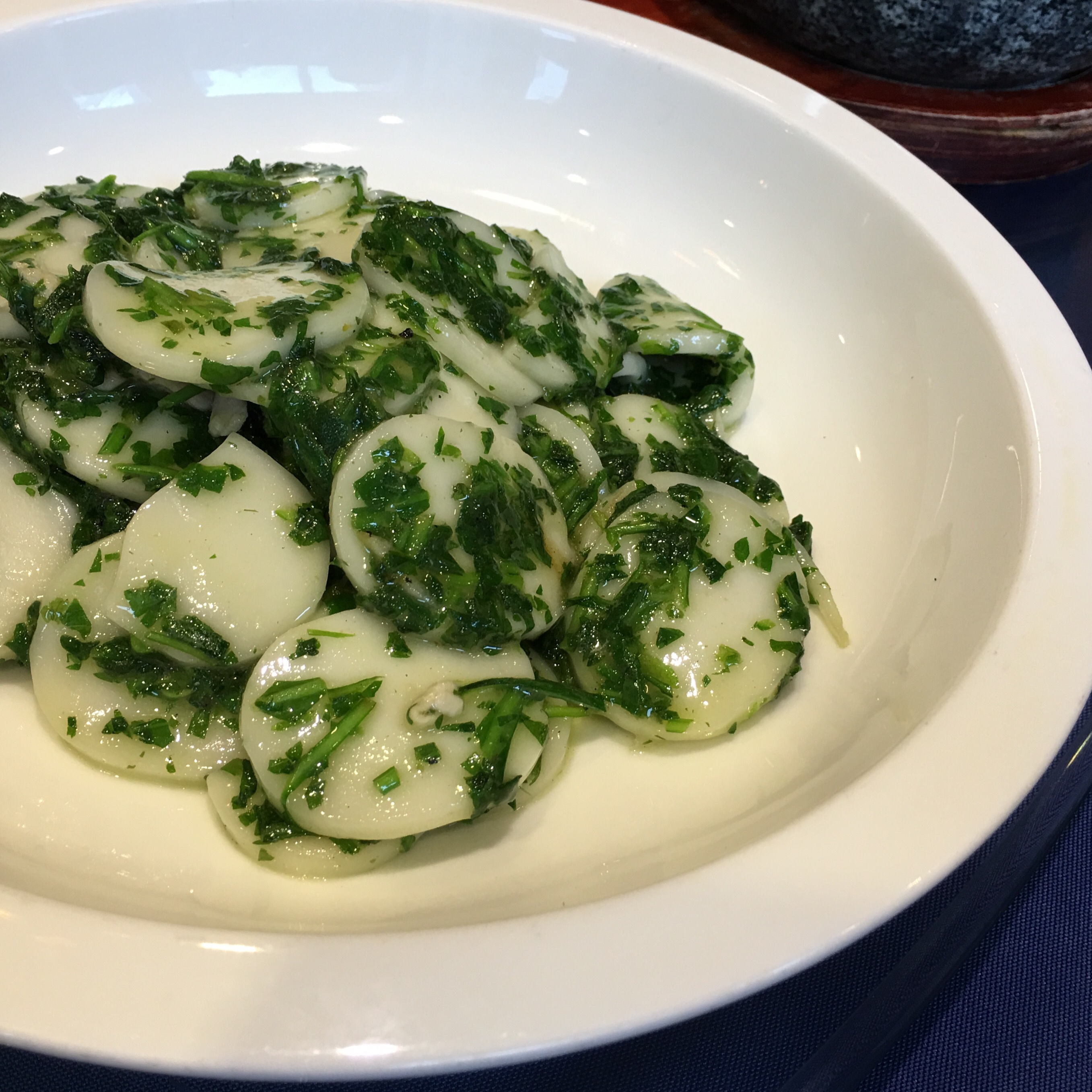
上海荠菜炒年糕

- 上海炒年糕
- 宁波炒年糕
- 嵊州炒年糕
- 新昌炒年糕
- 绍兴炒年糕
- 温州炒年糕
- 福州炒年糕
- 台式炒年糕

### 韩式

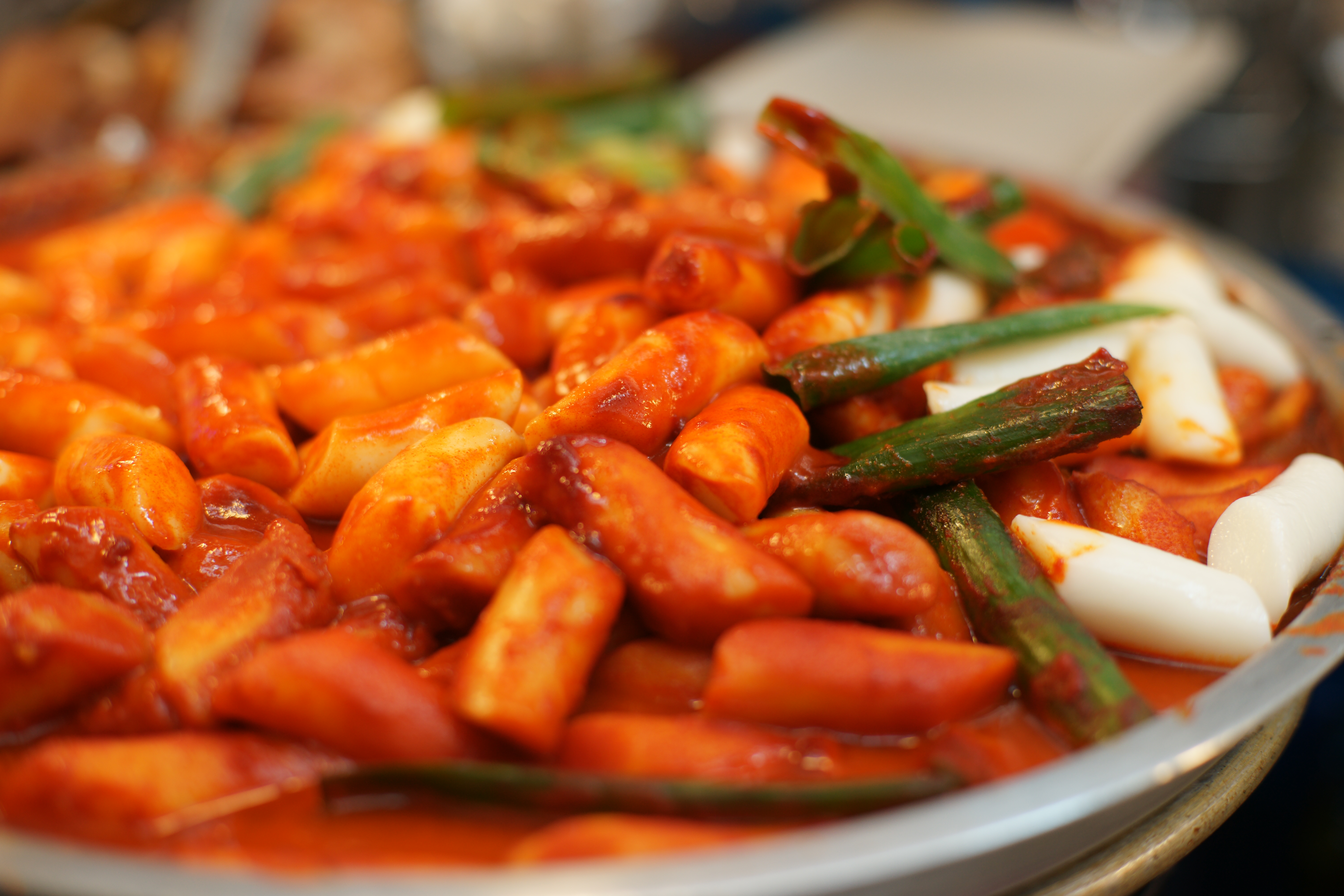
韩国辣炒年糕

- 韩式炒年糕

### 泰式
- 泰式炒年糕